# Live at the Apollo (album des Stranglers)
Pour les articles homonymes, voir Live at the Apollo.
Albums de The Stranglers
The Stranglers and Friends Live in Concert
(2002) Coast to Coast: Live on Tour
(2005)
Live at the Apollo est un album de The Stranglers enregistré par Radio Clyde, lors d'un concert donné le 23 novembre 1981 à l'Apollo Theatre de Glasgow. Il a été réédité sous le titre Apollo Revisited avec 4 titres supplémentaires (Who Wants the World, Nuclear Device, Genetix, The Raven).

## Liste des titres
1. Waltzinblack
2. Non Stop
3. Threatened
4. Just Like Nothing on Earth
5. Second Coming
6. The Man They Love to Hate
7. Meninblack
8. Golden Brown
9. Tank
10. Bring on the Nubiles
11. Duchess
12. Let Me Introduce You to the Family
13. Hanging Around